# Peuton
Peuton é uma comuna francesa na região administrativa da Pays de la Loire, no departamento de Mayenne. Estende-se por uma área de 10,58 km². Em 2010 a comuna tinha 237 habitantes (densidade: 22,4 hab./km²).